# Sweet Transvestite
Sweet Transvestite è una canzone del 1973 dal musical The Rocky Horror Show e dalla versione cinematografica del 1975 The Rocky Horror Picture Show la cui musica e testo sono scritti da Richard O'Brien.

Con questa canzone si introduce il personaggio del Dr. Frank-N-Furter al pubblico e ai protagonisti Brad e Janet.

## Reinterpretazioni
Il brano è stato in seguito reinterpretato da altri artisti: Mina nel disco Italiana, Bates Motel, Ziggy Byfield, The Steve Whitney Band, Anthony Head, la band punk rock Apocalypse Hoboken, e nel telefilm Glee è stato interpretato da Amber Riley (che interpreta il personaggio di Mercedes Jones). In Glee, però, la parola " Transsexual"  viene sostituita da "Sensational".